# إينسلي هوارد
إينسلي هوارد (بالإنجليزية: Ainsley Howard)‏ هي ممثلة بريطانية، ولدت في مايو 1983 في لانكشر في المملكة المتحدة.

## وصلات خارجية
- إينسلي هوارد على موقع IMDb (الإنجليزية)
- إينسلي هوارد على موقع ألو سيني (الفرنسية)
- إينسلي هوارد على موقع أول موفي (الإنجليزية)
- إينسلي هوارد على موقع قاعدة بيانات الفيلم (الإنجليزية)
- إينسلي هوارد على موقع كينوبويسك (الروسية)